# Catagonus
Genre
Ce genre de pécari comprend trois espèces :
- Catagonus brachydontus (Dalquist & Mooser 1980)
- Catagonus metropolitanus
- Catagonus wagneri (Rusconi, 1930) - pécari du Chaco (localisée au Paraguay, en Argentine et en Bolivie)